# Orrorin
 Orrorin  ist eine ausgestorbene Gattung der Menschenaffen, die im oberen Miozän in Kenia vorkam. Ihre fossilen Überreste wurden auf ein Alter von rund 6 Millionen Jahre datiert. Orrorin steht vermutlich den Gattungen Ardipithecus und Sahelanthropus nahe und wird wie diese von vielen Forschern dem Formenkreis der Australopithecinen zugerechnet. Da die Individuen von Orrorin tugenensis vermutlich aufrecht gehen konnten, wurde die Gattung von ihren Entdeckern an die Basis der Ahnenreihe der Hominini gestellt; wegen der wenigen, bruchstückhaften Fundstücke ist dies allerdings umstritten.

## Namensgebung
Die Bezeichnung der Gattung ist abgeleitet von dem Wort orrorin, was in der Sprache der Tugen „Urmensch, Fossil“ bedeutet; das Epitheton der bislang einzigen wissenschaftlich beschriebenen Art, Orrorin tugenensis, verweist auf den Fundort, die Tugen Hills im Baringo Distrikt in Kenia. Orrorin tugenensis bedeutet somit sinngemäß „Urmensch aus Tugen“. Wegen ihrer Entdeckung im Jahr 2000 wird die bislang einzige Art der Gattung, Orrorin tugenensis, auch als „Millennium Man“ bezeichnet.
Die Fossilien werden im kenianischen Nationalmuseum in Nairobi aufbewahrt.

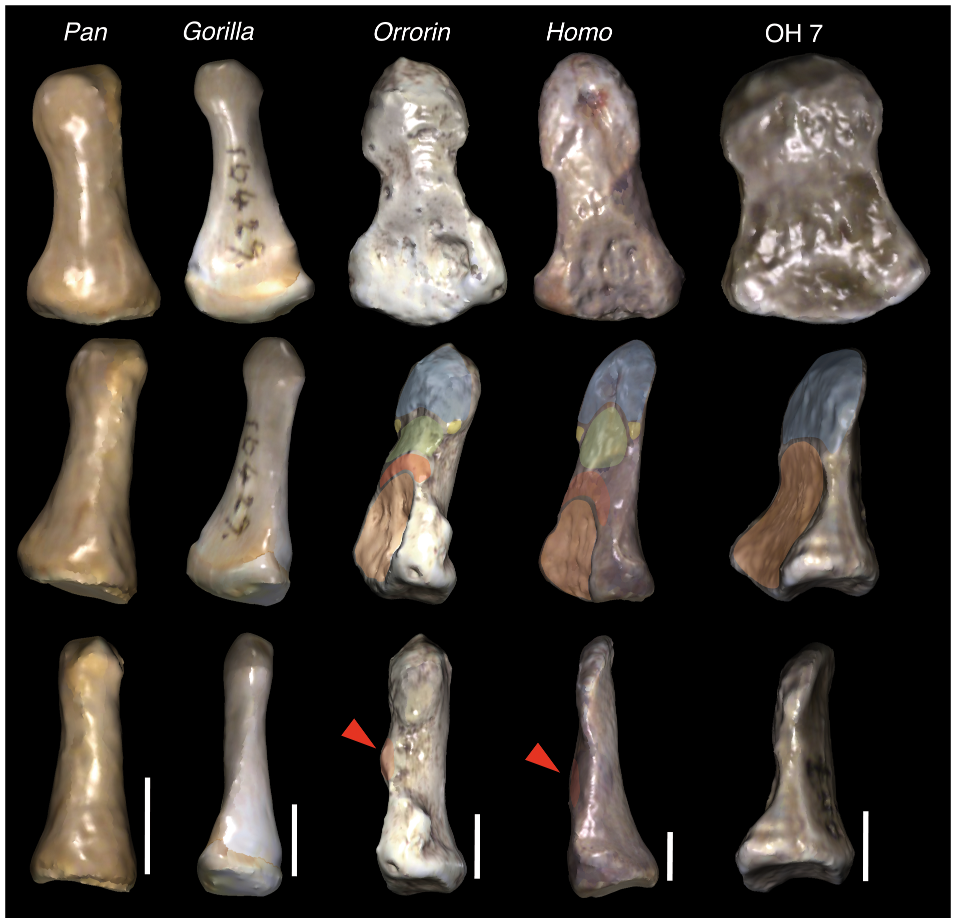
Endglied (Phalanx distalis) des Daumens von Schimpanse, Gorilla, Orrorin, Mensch und Homo habilis. Pfeile markieren morphologische Besonderheiten, aus denen die Fähigkeit zum Präzisionsgriff abgeleitet wurde.

## Erstbeschreibung
Holotypus der Gattung und zugleich der Typusart Orrorin tugenensis sind laut der wissenschaftlichen Erstbeschreibung aus dem Jahr 2001 zwei zusammengehörige Unterkiefer-Bruchstücke mit drei Molaren aus der Fundstelle Kapsomin im Fundgebiet Lukeino (Sammlungsnummer: BAR 1000a'00 und BAR 1000b'00; BAR steht für den kenianischen Distrikt Baringo), die Kiptalam Cheboi im Oktober 2000 entdeckt hatte. Ihnen zugeordnet wurde ein Molar, den Martin Pickford bereits 1974 in den Tugen Hills nahe der Ortschaft Cheboit, 250 km westlich von Nairobi, geborgen und im folgenden Jahr zusammen mit anderen Funden wissenschaftlich beschrieben hatte.
Ferner wurden weitere fünf mit dem Unterkiefer nicht assoziierte Zähne entdeckt, ein Fingerknochen, das Bruchstück eines rechten Oberarmknochens sowie drei Fragmente von Oberschenkelknochen; später kam noch das Endglied eines Fingers hinzu.
Diese Funde wurden aus vier verschiedenen Lagerstätten geborgen, so dass ihre Zuordnung zu einer einzigen Art nicht zwingend ist; der Fingerknochen (BAR 349'00) aus der Fundstelle Kapcheberek stammt beispielsweise aus einer Schicht, die – datiert auf 6,0 bis 5,7 Millionen Jahre – möglicherweise mehr als 300.000 Jahre jünger ist als die Schichten der übrigen Funde. Auch die Zahnfunde entstammen unterschiedlich alten Schichten, lassen aber zumindest darauf schließen, dass sie von einem Lebewesen stammten, das sich vorwiegend von Pflanzen ernährte. Das Alter der Fundschichten konnte, da sowohl über ihnen als auch unter ihnen Gesteine vulkanischen Ursprungs lagern, zuverlässig in die Zeit zwischen 6,2 und 5,65 Millionen Jahre datiert werden.

## Merkmale
Aus dem Bau der Oberschenkelknochen leiteten die Forscher ab, dass Orrorin tugenensis aufrecht gegangen sei. Da eine ähnliche Dicke der äußeren Knochenschicht aber auch bei Pavianen existiert, war diese Deutung zunächst sehr umstritten. Das Gleiche galt für die Aussage, aus dem Bau der Oberarmknochen lasse sich die Fähigkeit zum Tragen von schweren Lasten ableiten. Gesichert kann hingegen aus der Größe der Arm- und Beinknochen abgeleitet werden, dass Orrorin tugenensis rund 50 Prozent größer war als Lucy, das bekannteste Hominidenskelett der weit jüngeren Art Australopithecus afarensis. In einer 2013 publizierten Studie wurde argumentiert, der Bau des Oberschenkelknochens weise Merkmale auf, die auf eine stammesgeschichtliche Position zwischen miozänen Affen und den Australopithecinen hindeuten.
Ein Vergleich des 3. Daumenglieds (= Endglied, Phalanx distalis) von Schimpanse, Gorilla, Orrorin und Mensch erbrachte Hinweise darauf, dass Orrorin zudem die Fähigkeit zum Präzisionsgriff entwickelt hatte.
Begleitfunde von diversen Tier- und Pflanzenarten lassen den Schluss zu, dass die Fundschichten einem Lebensraum entstammen, in dem sich Waldstücke, feuchte Graslandschaften und Seeufer abwechselten (Galeriewälder). Orrorin tugenensis könnte – ausweislich der Beschaffenheit seiner Oberschenkelknochen – sowohl am Boden als auch auf den Bäumen gelebt haben.

## Kontroverse
Obwohl die Fossilien nur fragmentarisch erhalten sind und aus unterschiedlichen Fundstellen und Zeithorizonten stammen, leiteten ihre Entdecker weitreichende Schlussfolgerungen aus ihnen ab. So schrieben sie 2001 im South African Journal of Science bereits vor der Einordnung der Fossilien als neue Art, ihre Funde stünden „hinsichtlich Größe und Morphologie den heute noch lebenden Hominiden näher als die viel jüngeren Australopithecinen und Ardipithecus ramidus“. Diese bezeichneten sie als ausgestorbene Seitenlinie; statt ihrer stellten sie die eigenen kenianischen Fossilienfunde an die Basis jener Entwicklungslinie, die letztlich zum modernen Menschen führte und erklärten auf diese Weise Kenia zur eigentlichen Wiege der Menschheit. Um diese Thesen entbrannte sofort eine heftige wissenschaftliche Diskussion, die noch andauert.
Eine neuerliche Untersuchung des am besten erhaltenen Oberschenkelknochens BAR1002'00 durch Brian Richmond von der George Washington University und William L. Jungers von der Stony Brook University bestätigt im März 2008, dass Orrorin tugenensis aufrecht gehen konnte. Der Bau des Knochens unterscheide sich sowohl von dem der Menschenaffen als auch von dem der Gattung Homo; er ähnele am ehesten dem Oberschenkelknochen von Australopithecus und Paranthropus. Computergestützte Analysen von 300 fossilen und jetztzeitlichen Vergleichsstücken ergaben ferner, dass insbesondere die Biomechanik der Hüfte jener der Australopithecinen sehr ähnlich sei. Die beiden Forscher vermuten daher, dass sich diese Merkmale schon bei den gemeinsamen Vorfahren der genannten Arten entwickelten, nahezu vier Millionen Jahre Bestand hatten und erst im späten Pliozän – mit dem Entstehen der Gattung Homo – modifiziert wurden. Sie bezeichneten den Fund daher zwar ausdrücklich als hominin, ihre Analyse stützte zugleich aber die These der Mehrzahl der Paläoanthropologen, dass die Entwicklung zum modernen Menschen nicht direkt von Orrorin ausging, sondern von den Australopithecinen.
Im Februar 2011 kritisierten Bernard Wood und Terry Harrison in einem Review-Artikel die Zuordnung von Orrorin sowie von Ardipithecus und Sahelanthropus zum Taxon Hominini als voreilig. Der aufrechte Gang sei keineswegs ein ausschließliches Merkmal der Hominini, sondern beispielsweise auch für Oreopithecus belegt, der – wie auch Ramapithecus punjabicus – zunächst an die Basis der Hominini gestellt, später aber aufgrund anderer Merkmale zweifelsfrei abseits der Hominini eingeordnet wurde. Nicht auszuschließen sei daher, dass die Ähnlichkeit der Merkmale von Orrorin mit denen der ältesten als unzweifelhaft hominin geltenden Art Australopithecus anamensis als Synapomorphie zu bewerten ist und auf konvergente Entwicklungen verweist.
Im folgenden Jahr erwiderte Martin Pickford, dass Orrorin der Gattung Homo in drei separaten Merkmalen näher stehe als Australopithecus: Hand (Daumen), Bein (Oberschenkelknochen) und Zahnapparat (Zahngröße und -verhältnis).

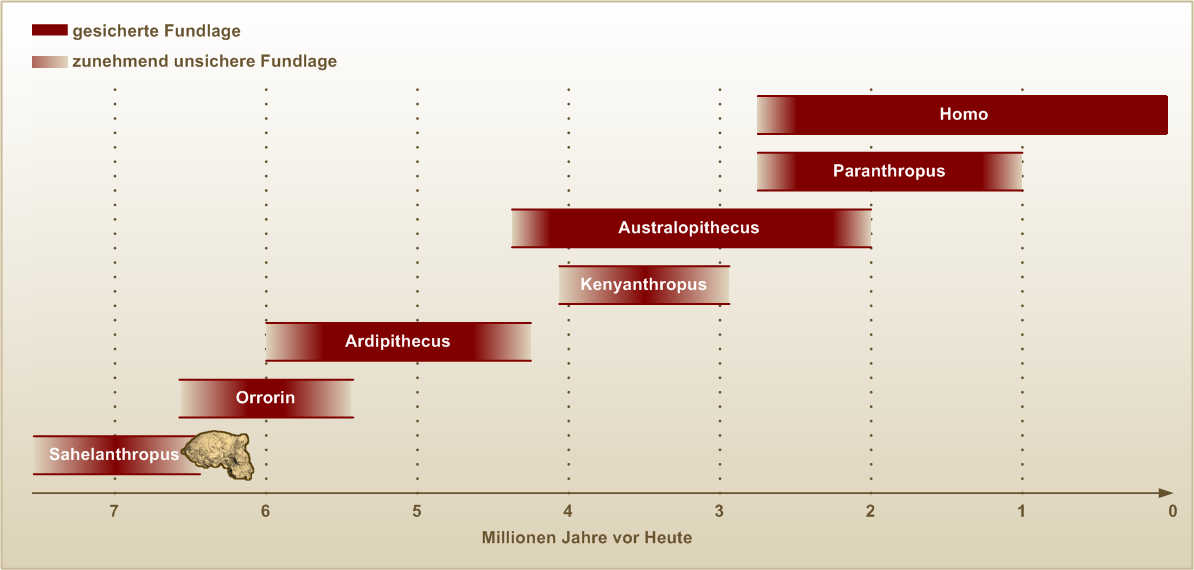
Die Gattungen der Hominini:
Die zeitliche Abfolge lässt keine Rückschlüsse auf ihre verwandtschaftlichen Beziehungen zu.

## Belege
1. ↑  Brigitte Senut, Martin Pickford, Dominique Gommery, Pierre Mein, Kiptalam Cheboi, Yves Coppens: First hominid from the Miocene (Lukeino Formation, Kenya). In: Comptes Rendus de l'Académie des Sciences – Series IIA – Earth and Planetary Science. Band 332, Nr. 2, 2001, S. 137–144, doi:10.1016/S1251-8050(01)01529-4, Volltext (PDF).
2. ↑  Martin Pickford: Late Miocene sediments and fossils from the Northern Kenya Rift Valley. In: Nature. Band 256, 1975, S. 279–284, doi:10.1038/256279a0.
3. ↑  Eine ausführliche Darstellung der Funde (Memento vom 23. Februar 2009 im Internet Archive).
4. ↑  M. Pickford, B. Senut: ‚Millennium ancestor‘, a 6-million-year-old bipedal hominid from Kenya. In: South African Journal of Science. Band 97, Nr. 1–2, 2001, S. 22, Volltext (PDF).
5. ↑  Martin Pickford, Brigitte Senut, Dominique Gommery und Jacques Treil: Bipedalism in Orrorin tugenensis revealed by its femora. In: Comptes Rendus Palevol. Band 1, Nr. 4, 2002, S. 191–203, doi:10.1016/S1631-0683(02)00028-3.
6. ↑  Ann Gibbons: Oldest Human Femur Wades Into Controversy. In: Science. Band 305, 2004, S. 1885, doi:10.1126/science.305.5692.1885a.
7. ↑  Sergio Almécija et al.: The femur of Orrorin tugenensis exhibits morphometric affinities with both Miocene apes and later hominins. In: Nature Communications. Band 4, Artikelnummer: 2888, 2013, doi:10.1038/ncomms3888, Volltext (PDF).
8. ↑  Sergio Almécija, Salvador Moyà-Solà und David M. Alba: Early Origin for Human-Like Precision Grasping: A Comparative Study of Pollical Distal Phalanges in Fossil Hominins. In: PLOS ONE. 5(7): e11727. doi:10.1371/journal.pone.0011727.
9. ↑  Roberts, Alice.: Die Anfänge der Menschheit. Vom aufrechten Gang bis zu den frühen Hochkulturen. Dorling Kindersley, München 2012, ISBN 978-3-8310-2223-6.
10. ↑  Brian G. Richmond und William L. Jungers: Orrorin tugenensis Femoral Morphology and the Evolution of Hominin Bipedalism. In: Science. Band 319, 2008, S. 1662–1665, doi:10.1126/science.1154197.
11. ↑  Ann Gibbons: Millennium Ancestor Gets Its Walking Papers. In: Science. Band 319, 2008, S. 1599–1601.
12. ↑  Bernard Wood, Terry Harrison: The evolutionary context of the first hominins. In: Nature. Band 470, 2011, S. 347–352, doi:10.1038/nature09709.
13. ↑  Martin Pickford: Orrorin and the African ape/hominid dichotomy In: African Genesis. Perspectives on Hominin Evolution. Ed. Sally C. Reynolds, Andrew Gallagher, Cambridge 2012, S. 104–108, ISBN 978-1-107-01995-9.